# ブラックドッグ
ブラックドッグ（The Black Dog）は、イギリスのテクノユニットおよびソロプロジェクトの名称。エレクトロニカ、IDMの曲をリリースしている。

## 経歴
エド・ハンドレイ(Ed Handley)、アンディ・ターナー(Andy Turner)、ケン・ダウニー(Ken Downie)の3人により、1980年代後半に結成。当時盛り上がっていたデトロイト・テクノを独自に解釈した作品を、自らのレーベルである Black Dog Productions (BDP) より3枚のシングルを発表、その後General Productions Records(GPR)やRising Highといったテクノレーベルからもシングルをリリースしていたが、93年にワープ・レコーズのAIシリーズの一つとしてリリースされたアルバム『Bytes』(Black Dog Productionsのコンピレーションという体裁で、3人が各自持ち寄った曲を収録したもの)により、一気にテクノシーンのメジャーなアーティストとなる。このBytesは他アーティストへも多大な影響を与え、ワープ10周年の際に、最も印象的なアルバムとして多くのアーティストがこれを挙げた。
同時期にGPRより3人によるThe Black Dogとしてのアルバム『Temple of Transparent Balls』をリリースし、その後95年に発表されたアルバム『Spanners』の後、アンディとエドが脱退し、プラッドとして活動を開始する。なお、プラッドは元々アンディとエドがブラックドック加入前に活動していたユニット名である。以降はダウニーのソロプロジェクトとして活動を継続。96年のアルバム『Music for Adverts』で初期から行っていた中近東へのアプローチを積極化し、98年にはイエメンの歌手オフラ・ハザとの『Babylon』を、2002年にはBlack Sifichiによる詩の朗読をフィーチャリングした『Unsavoury Products』などといったコラボレートを行い、2005年にMartin DustとRichard Dustが加入、アルバム『Silenced』はかつてのAIシリーズのような作風に先祖がえりした。これ以降、ケンは一時離れていた音楽活動を再び活発化する。
2007年3月、Soma Quality Recordingsより Black Dog Productions 時代のシングル3枚、およびGeneral Productions Recordsからリリースされた数枚のシングル作品を寄せ集めた1995年のアルバム『Parallel』を組み合わせ、リマスタリングを施したCD2枚組、『Book of Dogma』がリリースされた。続けて10月には同じくSomaから『Temple of Transparent Balls』が再発。これにより、The Black Dogの初期作品はほぼ全てがCDとして聴けるようになった。

## アーティスト名義
3人組時代は複数の名義を使っていたが、95年以降はThe Black Dog名義が中心である。太字は3人各自のソロ名義で、斜体はケン・ダウニーの使用した名義。
- The Black Dog
- Black Dog Productions
- Xeper
- Close Up Over
- I.A.O.
- Plaid
- Balil
- Discordion Popes
- Atypic
- Tura

## ディスコグラフィー

### シングル
- 1989年 Virtual
- 1989年 Age of Slack
- 1990年 Techno Playtime

以上3枚はBlack Dog Productionsから少量枚数でリリースされた。
- 1991年 Parallel Squelch
- 1992年 Vanttool
- 1992年 Vir2L
- 1992年 Black Dog Productions EP
- 1993年 Cost II
- 1998年 Babylon
- 1999年 Peel Session
- 2002年 Invisible Things
- 2002年 Mental Health Hotline / Let's Talk Music
- 2002年 Reconstituted Meat Derivatives EP
- 2005年 Bite Thee Back EP
- 2005年 Remote Viewing
- 2005年 The Remixes
- 2006年 Trojan Horus EP
- 2006年 Riphead EP
- 2006年 Thee Singles
- 2007年 Virtual （リマスター、再発盤）
- 2007年 Techno Playtime （再発盤）
- 2007年 Remixes 2
- 2007年 The Cost （シングル"Cost II"にアルバム収録曲2曲を追加した再発盤）

### アルバム
Bytesを除くワープからのアルバム2作、およびUnsavoury Productsには"PUP"という特殊な型番が使用されている。また、2002年に突如再発されたGPRからのアルバム2枚はブートレグであり、2007年に至ってようやく正式に再発された。
- 1993年 Bytes
- 1993年 Temple of Transparent Balls
- 1995年 Spanners (PUP1)
- 1995年 Parallel
- 1996年 Music for Adverts (and Short Films) (PUP2)
- 2002年 Unsavoury Products (DUKE097 / PUP3)
- 2003年 Genetically Modified (2002年作品のリミックス盤)
- 2005年 Silenced
- 2007年 Book of Dogma
- 2007年 Temple of Transparent Balls （Somaからの正規の再発盤）
- 2008年 Radio Scarecrow
- 2009年 Further Vexations

### 再発騒動
2007年初頭にBook of Dogmaとして、それまで幻とされてきた初期作品があっけなく再発されたのはあまりにも突然の出来事であった。しかし今回は2002年の海賊盤とは異なり、ブラックドッグの公式ウェブサイト上でリリースのアナウンスが行われたことから、オリジナルメンバーであるケン・ダウニーの許諾を受けた正規の再発であると判断できる。
日本国内の一部のレコードショップはウェブサイト上でこれらをエド、アンディ、ケンの3人が再結成して作った新作であるかのような紹介を行った（2007年10月現在も修正されていない）。その一方でHMVやタワーレコードといった大手外資系ショップでは、ウェブサイトに掲載された当初から再発であることをはっきりと明記していた。